# Flycat
Flycat, pseudonimo di Luca Massironi (Milano, 19 agosto 1970), è un artista e writer italiano.

## Biografia
Flycat ha iniziato la sua attività artistica negli anni 1980, concentrandosi inizialmente sul writing e sulla pittura urbana. A tredici anni, si avvicinò alla cultura hip hop, esplorando tutte le sue componenti, prima di concentrarsi interamente sul versante grafico-visivo. I suoi esordi furono a matita, pennarello e bomboletta spray su fogli e vestiario, culminando con la creazione della crew *The Fabulous Sprayers* (TFS) insieme all'amico Sher. Successivamente, nel 1988, fondò con Spyder-7 la crew *Pals With Dreams* (PWD), con l'ambizioso obiettivo di trasformare Milano in una "piccola New York".
Nel 1991, durante un viaggio a New York, incontrò il pioniere del writing Phase 2, instaurando un rapporto di amicizia e scambio artistico che influenzò profondamente la sua crescita creativa. Nel 1995 fu accolto nella crew The Fantastic Partners, guidata da Kase 2, dove apprese lo stile "Computer Rock Style", che divenne cifra distintiva del suo linguaggio.
Negli anni successivi, Flycat visse e lavorò a East Los Angeles, integrandosi nel movimento culturale-artistico chicano e collaborando con Chaz Bojórquez, Fabian Debora e il poeta Luis J. Rodriguez.

## Attività editoriali e musicali
Dal 1998, Flycat curò la sezione Aerosol Art della rivista italiana Aelle Magazine e intraprese collaborazioni musicali con gruppi come The Psycho Realm & Sick Symphonies, con i quali pubblicò l'album Our Sign nel 2006.

## Opere e progetti artistici
Nel 2009, il ritratto di Flycat intitolato *The Knight* fu realizzato dagli artisti Retna ed El Mac a South Central Los Angeles. Nello stesso anno, incontrò il maestro surrealista Sergio Dangelo a Milano.
Nel 2010 ricevette il riconoscimento di Rammellzee, che lo designò sostenitore del Panzerismo Ikonoklasta e del Futurismo Gotico, conferendogli il grado di Y-1. Tre anni più tardi presentò il manifesto Epitoma Fvtvrismo Cæleste, legato a una riflessione sul segno letterale autonomo. Tre anni più tardi, pubblicò il manifesto artistico Epitoma Fvtvrismo Caeleste, elaborando un alfabeto unico che attribuiva alle lettere un'autonomia espressiva e un'aura mistica.
Nel 2016 partecipò all’VIII Festival internazionale delle arti visive (FADJR) di Teheran, dove alcune sue opere furono acquisite dal Tehran Museum of Contemporary Art.

## Mostre e partecipazioni
Nel 2025, contribuì con un testo all'antologia The Life, Literature and Legacy of Luis J. Rodriguez, pubblicata dall'Università di Edimburgo in collaborazione con l'Università della California, Santa Barbara. Nello stesso anno partecipò al convegno e alla mostra Futurismo Cæleste: Le forme alfabetiche dalle avanguardie storiche al writing presso il Senato della Repubblica Italiana, a Palazzo Giustiniani, Roma.
Sempre nel 2025, Flycat fu invitato alla ventesima edizione del John Fante Festival "Il dio di mio padre" a Torricella Peligna, Abruzzo.
Le sue opere sono state esposte in mostre personali e collettive sia in Italia sia all’estero. Ha inoltre preso parte a progetti di carattere sociale e culturale, tra cui corsi di spray art per l’istituto penale minorile a Milano, e collaborazioni con enti come il Fondo Ambiente Italiano e il Ministero della Gioventù (Italia).

## Riconoscimenti e critica
Un suo pensiero è stato pubblicato dal The Sunday Times in un articolo di Louise Callaghan sul Carter Hotel di Manhattan.
Secondo la critica Francesca Alfano Miglietti, Flycat è «un artista che reinventa la lettera, trasformandola in segno sacro e vivente, capace di comunicare un'energia misteriosa e nuova».

## Discografia
- 2024 – When We Come Together (feat. Simona Cancian, DJ Quad; 5th Battalion Studio, Inglewood, CA)[22][23][24]
- 2024 – Get it Down (Warriorz – Krip Hop Nation, MusicHub, Los Angeles, CA)[25]
- 2017 – Lui è il Gatto (con Esa & DJ Jad; singolo 7″, Bunker Studio / Kappa Distribution)[26]
- 2007 – Tribute to the Dog Soldiers (mixtape; Skill to Deal Records)[27]
- 2007 – The Connection (feat. The Global City; singolo, Skill to Deal Records)[28]
- 2006 – Our Sign (album prodotto da Sick Symphonies; Skill to Deal Records)[29]
- 2001 – The Ollin' Project (compilation OTW)
- 1999 – Una Domanda alla Risposta (EP; Skill to Deal Records)
- 1997 – Per Spyder-7 R.I.P. (album; Skill to Deal Records)[30]
- 1994 – Calo Mega Calo – La Roba Buona (singolo; Hot Groove – Disco Magic)
- 1992 – Storia di Marco (singolo; Linea Diretta – Vox Pop)

## Mostre personali
- Futurismo Cæleste, Senato della Repubblica, Roma (2025)[31]
- April is the New January, Galleria Gli Eroici Furori, Milano (2022)[32]
- FLYCAT The Piece (Peace) Maker, MyOwnGallery – SuperStudio, Milano (2020)[33]
- In the Sign of the Lion, Casa Milan Gallery, Milano (2016)[34]
- Futurismo Celeste – 30 × FLYCAT, Spazio Artepassante Repubblica, Milano (2014) [senza fonte]
- Mestizaje, Show Pony, Echo Park, Los Angeles (2002) [senza fonte]

## Colonne sonore
- Il brano **"Los Angeles"** dell'album *Our Sign* (2006), prodotto insieme ai Sick Symphonies, è stato incluso nella colonna sonora ufficiale del film **L.A., I Hate You** (2011) diretto da Yvan Gauthier.

## Passioni
Flycat colleziona automobiline **Hot Wheels**. Questa passione ha influenzato il suo approccio artistico, integrando elementi di design e grafica tipici delle miniature nelle sue opere.